# Aljaksandra Tarasava
Aljaksandra Jaŭhenaŭna Tarasava (in bielorusso Аляксандра Яўгенаўна Тарасава?; Grodno, 23 giugno 1988) è una cestista bielorussa.

## Carriera
Con la Bielorussia ha disputato i Giochi olimpici di Rio de Janeiro 2016, due edizioni dei Campionati mondiali (2010, 2014) e cinque dei Campionati europei (2009, 2011, 2013, 2019, 2021).